# Pucice
Pucice is een plaats in het Poolse district  Goleniowski, woiwodschap West-Pommeren. De plaats maakt deel uit van de gemeente Goleniów en telt 490(335 pełnoletnich) inwoners.